# Санта-Тереза-аль-Корсо-д’Италия (титулярная церковь)
Титулярная церковь Санта-Тереза-аль-Корсо-д’Италия (лат. Titulus Sanctae Theresiae Virginis) — титулярная церковь была создана Папой Иоанном XXIII 5 мая 1962 года апостольской конституцией Inter frequentissima. Титул принадлежит базилике Санта-Тереза-аль-Корсо-д’Италия, расположенной в квартале Рима Пинчано, на Корсо-д’Италия 37. Имеет статус малой базилики.

## Список кардиналов-священников титулярной церкви Санта-Тереза-аль-Корсо-д’Италия
- Джованни Панико (24 мая — 7 июля 1962, до смерти);
- Жозеф-Мари Мартен (25 февраля 1965 — 21 января 1976, до смерти);
- Ласло Лекаи (24 мая 1976 — 30 июня 1986, до смерти);
- Ласло Пашкаи, O.F.M. (28 июня 1988 — 17 августа 2015, до смерти);
- Морис Пья, C.S.Sp. (19 ноября 2016 — по настоящее время).